# Anne de Austria, Regină a Poloniei
Anne de Austria (16 august 1573 – 10 februarie 1598) a fost regină consort a Poloniei și Suediei prin căsătoria cu Sigismund al III-lea Vasa, rege al Poloniei și Suediei.

## Biografie
Anne a fost fiica cea mare al lui Carol al II-lea, Arhiduce de Austria și a Mariei Anna de Bavaria. Bunicii paterni au fost Ferdinand I, Împărat Roman și Anna a Boemiei și Ungariei, fiica regelui Vladislav al II-lea al Boemiei și Ungariei.
Anne a devenit prima soție a lui Sigismund al Poloniei și Suediei la 31 mai 1592. Căsătoria a fost respinsă de mulți nobili (szlachta) ai regiunii polono-lituaniană, care se opuneau alianței cu Habsburgii.
Când Sigismund a trimis o misiune diplomatică la Praga, condusă de Cardinalul Radziwill, pentru mireasa lui, partidul anti-habsburgic împreună cu cancelarul Jan Zamoyski, a păzit granițele pentru a preveni intrarea arhiducesei în țară. Anna a evitat gardienii, a sosit în Cracovia și a fost încoronată regină a Poloniei, în mai 1592, de către Primas Karnkowski. 
În 1594, ea și-a urmat soțul în Suedia, unde a fost încoronată regină a Suediei în Uppsala, pe 19 februarie. Polonezii i-au cerut Annei ca ea să-și lase fiica în spatele granițelor din Polonia, cât timp vor sta în Suedia, iar Anna s-a temut că Suedezii îi vor cere același lucru atunci când avea să se întoarcă în Polonia, dacă ar da naștere în timpul șederii în Suedia. Pe 19 aprilie 1594, Anna a născut o fată, însă copilul a murit la scurt timp. În timpul șederii sale în Suedia, Anna a fost implicată într-un conflict cu regina văduvă Gunilla Bielke, în principiu din motive religioase. Ea a acuzat-o pe Gunilla că furase obiecte de valoare de la Palatul Regal. Anna a fost considerată de restul ca fiind o femeie politicoasă, dar distantă și depresivă. Nu vorbea suedeza și privea poporul suedez ca niște eretici și rebeli și a refuzat să se arate în public, atunci când a fost forțată să facă acest lucru. La plecarea din Suedia, în iulie 1594, i s-au acordat regiunile Linköping, Söderköping și Stegeborg cu condiția ca ea să respecte credința protestantă a acestor feude.

## Copiii
Anna și Sigismund au avut cinci copii, însă doar Vladislav a trăit până la maturitate:
- Anna Maria (23 mai 1593 – 9 februarie 1600)
- Caterina (19 aprilie 1594 – 16 mai 1594)
- Vladislav (9 iunie 1595 – 20 mai 1648), a domnit ca Vladislav al IV-lea Vasa al Poloniei din 1632 până în 1648
- Caterina (27 septembrie 1596 – 2 iunie 1597)
- Cristofor (10 februarie 1598 – 10 februarie 1598)

Anna a murit pe 10 februarie 1598 și Sigismund s-a căsătorit cu sora ei, Constance Renate de Habsburg.
1. 1 2 3 4 5 6 7  Anna, drottning (Anna av Österrike) 1573-08-16 — 1598-01-31 Drottning av Sverige och Polen (în suedeză)
2. ↑  Katalog der Deutschen Nationalbibliothek, accesat în 17 iulie 2021